# Григориопол
Григориопол (на молдовски: Grigoriopol; на руски: Григориополь; на украински: Григоріополь) е град в югоизточната част на Молдова, в състава на непризнатата република Приднестровие. Административен център на Григориополски район. Населението му според оценки на Държавната статистическа служба на Приднестровието през 2014 г. е 9381 души.

## Население
Население на града според преброяванията през годините:
- 11 712 (1989)

Население на града според оценки на Държавната статистическа служба на Приднестровието през годините:
- 10 252 (2004)
- 9381 (2014)

### Етнически състав
Преброяване на населението през 2004 г.
Численост и дял на етническите групи според преброяването на населението през 2004 г.:
|          | Численост | Дял (в %) |
| Общо     | 10 252    | 100.00    |
| Молдовци | 5211      | 50.82     |
| Руснаци  | 3036      | 29.61     |
| Украинци | 1666      | 16.25     |
| Германци | 74        | 0.72      |
| Българи  | 57        | 0.55      |
| Беларуси | 48        | 0.46      |
| Гагаузи  | 23        | 0.22      |
| Евреи    | 12        | 0.11      |
| Други    | 125       | 1.21      |